# گاه‌شمار فیلسوفان غربی
این فهرستی است بر پایه سده، از فیلسوفان مربوط به سنت غربی از فلسفه.

## فیلسوفان غربی

### فیلسوفان یونان باستان

#### ۶۰۰ – ۵۰۰ پیش از میلاد
- تالس از میلیتوس (حدود. ۶۲۴ – ۵۴۶ پیش از میلاد). از مکتب ملطی. معتقد بود که همه‌چیز از آب ساخته شده‌است.
- فرسید از سیروس (ح. ۶۲۰–۵۵۰ پیش از میلاد). کیهان‌شناس.
- آناکسیماندروس ملطی (ح. ۶۱۰ – ۵۴۶ پیش از میلاد). از مکتب ملطی. مشهور برای مفهوم آپایرون، یا «بی‌کران».
- آناکسیمنس ملطی (ح. ۵۷۵ – ۵۲۵ پیش از میلاد). از مکتب ملطی. معتقد بود که همه‌چیز از هوا ساخته شده‌است.
- فیثاغورس از ساموس (ح. ۵۸۰ – ۵۰۰ پیش از میلاد). از مکتب ایونی. معتقد بود که عمیق‌ترین واقعیت متشکل است از اعداد، و جان‌هایی که نامیرا هستند.
- زنوفانس از کولوفون (ح. ۵۷۰ – ۴۸۰ پیش از میلاد). گاهی اوقات با مکتب الئایی پیوند داده می‌شود.
- اپیخارموس از کوس (ح. ۵۳۰ – ۴۵۰ پیش از میلاد). اخلاق‌گرای و نمایشنامه‌نویس فکاهی.

#### ۵۰۰ – ۴۰۰ پیش از میلاد
- هراکلیتوس اِفِسوسی (ح. ۵۳۵ – ۴۷۵ پیش از میلاد). از ایونی‌ها. بر دگرسان‌شوندگی جهان تأکید کرد.
- پارمنیدس اهل الئا (ح. ۵۱۵ – ۴۵۰ پیش از میلاد). از مکتب العاتیک. بر مفهوم وجود تعمق کرد.
- آناکساگوراس اهل کلازومن (ح. ۵۰۰ – ۴۲۸ پیش از میلاد). از ایونیون. تکثرگرا.
- امپدوکلس (ح. ۴۹۲ – ۴۳۲ پیش از میلاد). کازماگنیست التقاطی. تکثرگرا.
- زنون الئایی (ح. ۴۹۰ – ۴۳۰ پیش از میلاد). از التقاطی‌ها. شناخته‌شده برای پارادوکس‌هایش.
- پروتاگوراس اهل آبدرا (ح. ۴۸۱ – ۴۲۰ پیش از میلاد). سوفسطایی. هوادار پیشینی نسبی‌گرایی.
- آنتیفون (۴۸۰ – ۴۱۱ پیش از میلاد). سوفسطایی.
- هیپیاس (میانه قرن ۵ پیش از میلاد). سوفسطایی.
- گرگیاس (ح. ۴۸۳ – ۳۷۵ پیش از میلاد). سوفسطایی. هوادار پیشینی خودتنهاانگاری.
- سقراط اهل آتن باستان (ح. ۴۷۰ – ۳۹۹ پیش از میلاد). بر «اخلاقیات فضیلت» تأکید کرد. در معرفت‌شناسی، دیالکتیک را به عنوان آنچه که مرکزیت دارد نسبت به جستجوی حقیقت می‌فهمید.
- کریتیاس اهل آتن (ح. ۴۶۰ – ۴۱۳ پیش از میلاد). سیاست‌مدار و نویسنده خداناباور.
- پرودیکوس اهل کئوس (ح. ۴۶۵ – ح. ۴۱۳ پیش از میلاد). سوفسطایی.
- لئوکیپوس اهل ملط (ح. نیمه اول قرن ۵ پیش از میلاد). سوفسطایی.
- تراسیماخوس اهل آبدرا (ح. ۴۵۰–۳۷۰ پیش از میلاد). اتم‌گرای بنیان‌گذار.
- دیاگوراس ملوسی (ح. ۴۵۰ – ۴۱۵ پیش از میلاد). خداناباور.
- آرخلوس. شاگردی از آناکساگوراس.
- ملیسوس ساموسی. از مکتب العاتیک.
- کراتولوس. پیروی هراکلیتوس.
- یون خیوس. کیهان‌شناسِ فیثاغورسی.
- اکرات. فیثاغوری.
- تیمائوس اهل لوکری. فیثاغورسی.

#### ۴۰۰ – ۳۰۰ پیش از میلاد
- آنتیستنس (ح. ۴۴۴ – ۳۶۵ پیش از میلاد). بنیان‌گذار مکتب کلبیون. شاگرد سقراط.
- آریستیپوس اهل شحات (ح. ۴۴۰ – ۳۶۶ پیش از میلاد). یک پیروی مکتب کورنایی. هواخواه هدونیسم در فلسفه اخلاق.
- آلسیداماس (ح. ۴۳۵–۳۵۰ پیش از میلاد). سوفسطایی.
- لیکوفرون (سوفسطایی) (ح. ۴۳۰–۳۵۰ پیش از میلاد). سوفسطایی.
- دیوژن آپولونی (ح. ۴۲۵–۳۵۰ پیش از میلاد). کیهان‌شناس.
- هیپو (ح. ۴۲۵–۴۲۵ پیش از میلاد). کیهان‌شناس خداناباور.
- گزنفون (ح. ۴۲۷ – ۳۵۵ پیش از میلاد). مورخ.
- افلاطون (ح. ۴۲۷ – ۳۴۷ پیش از میلاد). بلندآوازه بخاطر دیدگاه مُثُل متعالیه. هواخواه موجودیت سیاسی ای که به حکومت فیلسوفان باشد بود.
- اسپئوسیپوس (ح. ۴۰۸ – ۳۳۹ پیش از میلاد). خواهرزاده افلاطون.
- اودوکسوس کنیدوسی (ح. ۴۰۸ – ۳۵۵ پیش از میلاد). شاگرد افلاطون.
- دیوژن کلبی (ح. ۳۹۹ – ۳۲۳ پیش از میلاد). از مکتب کلبیون.
- گزنوکراتس (ح. ۳۹۶ – ۳۱۴ پیش از میلاد). مرید افلاطون.
- ارسطو (ح. ۳۸۴ – ۳۲۲ پیش از میلاد). همه‌چیزدانی که آثارش در سرتاسر زمینه‌های فلسفی گستره داشت.

### فیلسوفان عصر هلنیستی

#### ۳۰۰ – ۲۰۰ پیش از میلاد
- ثئوفراستوس (ح. ۳۷۱–۲۸۷ پیش از میلاد). فلسفه مشاء.
- پیرهون (ح. ۳۶۰–۲۷۰ پیش از میلاد). شک‌گرایی.
- استراتون (ح. ۳۴۰–۲۶۸ پیش از میلاد). خداناباوری، ماده‌باوری.
- تئودورس بی‌خدا (ح. ۳۴۰–۲۵۰ پیش از میلاد). مکتب کورنایی.
- اپیکور (ح. ۳۴۰–۲۷۱ پیش از میلاد). ماده‌باوری، اتم‌گرایی، لذت‌گرایی، بنیانگذار فلسفه اپیکوریسم.
- زنون رواقی (ح. ۳۳۳–۲۶۴ پیش از میلاد). بنیانپذار فلسفه رواقی‌گری.
- تیمون فیلیوس (ح. ۳۲۰–۲۳۰ پیش از میلاد). پیرهونی، شک‌گرایی.
- آریستارخوس (ح. ۳۱۰–۲۳۰ پیش از میلاد). ستاره‌شناس.
- اقلیدس (شکوفا شده در ۳۰۰ پیش از میلاد). ریاضی‌دان، بنیانگذار هندسه.
- ارشمیدس (ح. ۲۸۷–۲۱۲ پیش از میلاد). ریاضی‌دان، مخترع.
- کرایسپوس از سلی (ح. ۲۸۰–۲۰۷ پیش از میلاد). از چهره‌های اصلی در رواقی‌گری.
- اراتوستن (ح. ۲۷۶–۱۹۵/۱۹۴ پیش از میلاد). جغرافی‌دان و ریاضی‌دان.

#### ۲۰۰–۱۰۰ پیش از میلاد
- کارنیادس (ح. ۲۱۴–۱۲۹ پیش از میلاد). شک‌گرایی، احتمال را به عنوان یک حقیقت درک کرد.
- اَبَرخُس (ح. ۱۹۰–۱۳۰ پیش از میلاد). ستاره‌شناس و ریاضی‌دان، بنیانگذار مثلثات.

### فیلسوفان رومی

#### ۱۰۰ پیش از میلاد - ۱ میلادی
- سیسرون (ح. ۱۰۶ پیش از میلاد - ۴۳ پیش از میلاد). شک‌گرایی، نظریه‌پرداز سیاسی.
- لوکرتیوس (ح. ۹۹–۵۵ پیش از میلاد). لذت‌گرایی.

#### ۱ – ۱۰۰ میلادی
- عیسی ناصری (ح. ۴ پیش از میلاد - ۳۰ یا ۳۳ پس از میلاد) بنیانگذار مسیحیت.
- فیلون اسکندریه (ح. ۲۰ پیش از میلاد - ۵۰ پس از میلاد). به روش تمثیلی خواندن متون اعتقاد داشت.
- سنکای جوان (ح. ۴ قبل از میلاد - ۶۵ پس از میلاد). رواقی‌گری.
- کوئنتیلی (ح. ۳۵ پس از میلاد - حدود ۱۰۰ پس از میلاد). سخنور و معلم.
- هرون اسکندرانی (ح. ۱۰ پس از میلاد - حدود ۷۰ پس از میلاد). مهندس.

#### ۱۰۰ – ۲۰۰ میلادی
- اپیکتت (ح. ۵۵–۱۳۵ میلادی). رواقی‌گری. بر اخلاق تعیین سرنوشت تأکید کرد.
- مارکوس ائورلیوس (۱۲۱–۱۸۰ میلادی). رواقی‌گری.

#### ۲۰۰ – ۴۰۰ میلادی
- سکستوس امپریکوس (تولد در قرن دوم و احتمالاً سوم پس از میلاد). شک‌گرایی، پیرهون‌گرایی.
- فلوطین (ح. ۲۰۵–۲۷۰ میلادی). نوافلاطونی، تفرک متافیزیک کل نگر داشت.
- پورفیری (ح. ۲۳۲–۳۰۴ میلادی). شاگرد فلوطین.
- یامبلیخوس سوریه (ح. ۲۴۵–۳۲۵). نوافلاطونی متاخر، عرفان.
- آگوستین (ح. ۳۵۴–۴۳۰). نوافلاطونی، گناه نخستین پدر کلیسا
- پروکلس (ح. ۴۱۲–۴۸۵). نوافلاطونی.

### فیلسوفان غربی سده‌های میانه

#### ۵۰۰–۸۰۰ میلادی
- بوئتیوس (۸۰۱–۸۷۳ میلادی). فلسفه مدرسی.

#### ۸۰۰–۹۰۰ میلادی
- عباس پسر فرناس (۸۰۹–۸۸۷ میلادی). همه‌چیزدان.

#### ۹۰۰–۱۰۰۰ میلادی
- زکریای رازی (۸۶۵–۹۲۵ میلادی). خردگرایی، از فیلسوفان ایرانی، تأثیرگذار در فلسفه اسلامی، شیمی‌دان، اعتقادداشت که خداوند جهان را با قوانین از پیش موجود آفریده.

#### ۱۰۰۰–۱۱۰۰ میلادی
- ابوریحان بیرونی (۹۷۳–۱۰۵۰ میلادی). همه‌چیزدان، از فیلسوفان ایرانی در دوره طلایی اسلام.
- ابن سینا (۹۸۰–۱۰۳۷ میلادی). همه‌چیزدان، از فیلسوفان ایرانی در دوره طلایی اسلام.
- خیام (۱۰۴۸–۱۱۳۱ میلادی). فلسفه ندانم‌گرایی، ریاضی‌دان، ستاره‌شناس، شاعر فلسفی، از فیلسوفان ایرانی.
- غزالی (۱۰۵۸–۱۱۱۱ میلادی). فلسفه عرفان، همه‌چیزدان، از فیلسوفان ایرانی در دوره طلایی اسلام.

#### ۱۱۰۰–۱۲۰۰ میلادی
- ابن رشد (۱۱۲۶–۱۱۹۸ میلادی). فیلسوف مسلمان.
- فخرالدین رازی (۱۱۴۹/۱۱۵۰–۱۲۰۹ میلادی). همه‌چیزدان، از فیلسوفان ایرانی در دوره طلایی اسلام.
- سهروردی (۱۱۵۴–۱۱۹۱ میلادی). از فیلسوفان ایرانی و مسلمان.

#### ۱۲۰۰–۱۳۰۰ میلادی
- آلبرتوس ماگنوس (آلبرت بزرگ) (۱۱۹۳–۱۲۸۰ میلادی). تجربه‌گرایی اولیه.
- توماس آکویناس (۱۲۲۱–۱۲۷۴ میلادی). ارسطوگری.
- راجر بیکن (ح. ۱۲۱۴–۱۲۹۴). تجربه‌گرایی، ریاضی‌دان.

#### ۱۳۰۰–۱۴۰۰ میلادی
- ویلیام اکام (۱۲۸۸–۱۳۴۸ میلادی). فرانسیسکن، فلسفه مدرسی، نام‌گرایی، بنایانگذار تیغ اوکام.

#### ۱۴۰۰–۱۵۰۰ میلادی
- نیکلاسِ کوئس (۱۴۰۱–۱۴۶۴ میلادی). فلسفه مسیحی.
- لئونادو داوینچی (۱۴۵۲–۱۵۱۹ میلادی). همه‌چیزدان، تجربه‌گرا.

### فیلسوفان اولیه دوره نوین (مدرن)

#### ۱۵۰۰–۱۵۵۰ میلادی
- نَگُعه بَسَرَب (ح. ۱۴۵۹–۱۵۲۱ میلادی)
- دِسیدِریوس اِراسموس (۱۴۶۶–۱۵۳۶ میلادی). انسان‌گرا، مدافع اختیار.
- نیکلاس کوپرنیک (۱۴۷۳–۱۵۴۳ میلادی). دانشمند، آثار او بر فلسفه علم تأثیر گذاشت.

#### ۱۵۵۰–۱۶۰۰ میلادی
- فرانسیس بیکن (۱۵۶۱–۱۶۲۶ میلادی). تجربه‌گرایی.
- گالیلئو گالیله (۱۵۶۴–۱۶۴۲ میلادی). مدل خورشید مرکزی.
- هوگو گروتیوس (۱۵۸۳–۱۶۴۵ میلادی). نگرشگر قانون طبیعت.
- رنه دکارت (۱۵۹۶–۱۶۵۰ میلادی). مدل خورشید مرکزی، دوگانه‌گرایی ذهن و بدن، خردگرایی.

#### ۱۶۰۰–۱۶۵۰ میلادی
- هربرت چربری (۱۵۸۳–۱۶۴۸). بومی گرا.
- فرانسیس بیکن (۱۵۶۱–۱۶۲۶). تجربه گرا.
- گالیله (۱۵۶۴–۱۶۴۲). هلیوسنتریست.
- هوگو گروتیوس (۱۵۸۳–۱۶۴۵). نظریه‌پرداز حقوق طبیعی.
- François de La Mothe Le Vayer (1588-1672)
- مارین مرسن (۱۵۸۸–۱۶۴۸). دکارتی.
- رابرت فیلمر (۱۵۸۸–۱۶۵۳). مطلقه، سلطنت طلب، پاتریمونیالیست. حق الهی پادشاهان.
- پیر گاسندی (۱۵۹۲–۱۶۵۵). مکانیزم. تجربه گرا.
- رنه دکارت (۱۵۹۶–۱۶۵۰). هلیومرکزی، دوگانگی ذهن-بدن، عقل‌گرایی.
- بالتاسار گراسیان (۱۶۰۱–۱۶۵۸). فیلسوف کاتولیک اسپانیایی

باروخ اسپینوزا (۱۶۳۲–۱۶۷۷ میلادی). خردگرایی.
جان لاک (۱۶۳۲–۱۷۰۴ میلادی). تجربه‌گرا، پدر فسلفه لیبرالیسم.
آیزاک نیوتن (ح. ۱۶۴۳–۱۷۲۷ میلادی). فیزیک‌دان

#### ۱۶۵۰–۱۷۰۰ میلادی
- توماس هابز (۱۵۸۸–۱۶۷۹). مدافع قدرت گسترده دولت، نظریه‌پرداز قرارداد اجتماعی، ماتریالیست.
- آنتوان آرنولد (۱۶۱۲–۱۶۹۴).
- فرانسوا دو لاروشفوکو (۱۶۱۳–۱۶۸۰).
- هنری مور (۱۶۱۴–۱۶۸۷).
- ژاک روهول (۱۶۱۷–۱۶۷۲)، دکارتی.
- رالف کادورث (۱۶۱۷–۱۶۸۸). افلاطونی کمبریج.
- بلز پاسکال (۱۶۲۳–۱۶۶۲). فیزیکدان، دانشمند. برای شرط‌بندی پاسکال مورد توجه قرار گرفت.
- مارگارت کاوندیش (۱۶۲۳–۱۶۷۳). ماتریالیست، فمینیست.
- آرنولد جولینکس (۱۶۲۴–۱۶۶۹). نظریه‌پرداز مهم اتفاقی.
- پیر نیکول (۱۶۲۵–۱۶۹۵).
- ژراود کوردمی (۱۶۲۶–۱۶۸۴). دوگانه گرا.
- رابرت بویل (۱۶۲۷–۱۶۹۱).
- آن کانوی، ویکنتس کانوی (۱۶۳۱–۱۶۷۹).
- ریچارد کامبرلند (۱۶۳۱–۱۷۱۸). طرفداران اولیه سودگرایی
- باروخ اسپینوزا (۱۶۳۲–۱۶۷۷). عقل‌گرایی.
- ساموئل فون پوفندورف (۱۶۳۲–۱۶۹۴). نظریه‌پرداز قرارداد اجتماعی.
- جان لاک (۱۶۳۲–۱۷۰۴). تجربه‌گرای اصلی. فیلسوف سیاسی.
- جوزف گلانویل (۱۶۳۶–۱۶۸۰).
- نیکلاس مالبرانچ (۱۶۳۸–۱۷۱۵). دکارتی.
- اسحاق نیوتن (۱۶۴۳–۱۷۲۷).
- سیمون فوچر (۱۶۴۴–۱۶۹۶). شکاک.
- جان فلمستید (۱۶۴۶–۱۷۱۹). ستاره‌شناس
- پیر بیل (۱۶۴۷–۱۷۰۶). پیرونیست.
- داماریس مشام (۱۶۵۹–۱۷۰۸).
- جان تولند (۱۶۷۰–۱۷۲۲).
- دیمیتری کانتمیر (۱۶۷۴–۱۷۲۳)

#### ۱۷۵۰–۱۸۰۰ میلادی
- جرمی بنتام (۱۷۴۸–۱۸۳۲ میلادی). سودمندگرایی، لذت‌گرایی.
- فریدریش شلایر ماخر (۱۷۶۸–۱۸۳۴ میلادی). زَندشناسی.
- گئورگ ویلهلم فریدریش هگل (۱۷۷۰–۱۸۳۱ میلادی). ایده‌آل‌گرایی المانی.
- فریدریش ویلهلم یوزف شلینگ (۱۷۷۵–۱۸۵۴ میلادی). ایده‌آل‌گرایی آلمانی.
- آرتور شوپنهاور (۱۷۸۸–۱۸۶۰ میلادی). بدبینی، منتقد، پوچ‌انگاری.
- نیکولو ماکیاوللی
- توماس هابز
- بلز پاسکال
- هنری مور

### فیلسوفان دوره نوین (مدرن)

#### ۱۸۰۰–۱۸۵۰ میلادی
- ژان باپتیست لامارک (۱۷۴۴–۱۸۲۹). نظریه‌پرداز تکامل اولیه
- پیر سیمون لاپلاس (۱۷۴۹–۱۸۲۷). جبرگرا.
- ژوزف دو ماستر (۱۷۵۳–۱۸۲۱) محافظه کار
- کنت دو سن سیمون (۱۷۶۰–۱۸۲۵). سوسیالیست.
- مادام دو استال (۱۷۶۶–۱۸۱۷).
- فردریش شلایرماخر (۱۷۶۸–۱۸۳۴). هرمنوتیک.
- فردریش هولدرلین (۱۷۷۰–۱۸۴۳). شاعر و فیلسوف.
- GWF هگل (۱۷۷۰–۱۸۳۱). ایده آلیست آلمانی
- جیمز میل (۱۷۷۳–۱۸۳۶). سودمند.
- FWJ von Schelling (1775-1854). ایده آلیست آلمانی
- برنارد بولزانو (۱۷۸۱–۱۸۴۸).
- ریچارد واتلی (۱۷۸۷–۱۸۶۳).
- آرتور شوپنهاور (۱۷۸۸–۱۸۶۰). بدبینی، منتقد، پوچ گرا.
- جان آستین (۱۷۹۰–۱۸۵۹). پوزیتیویست حقوقی، سودگرا.
- ویلیام ویول (۱۷۹۴–۱۸۶۶).
- آگوست کنت (۱۷۹۸–۱۸۵۷). فیلسوف اجتماعی، پوزیتیویست.
- رالف والدو امرسون (۱۸۰۳–۱۸۸۲). استعلایی گرا، لغو طلب، برابری طلب، انسان گرا.
- لودویگ فویرباخ (۱۸۰۴–۱۸۷۲).
- الکسیس دو توکویل (۱۸۰۵–۱۸۵۹).
- ماکس استیرنر (۱۸۰۶–۱۸۵۶). آنارشیست
- آگوستوس دی مورگان (۱۸۰۶–۱۸۷۱). منطق دان.
- جان استوارت میل (۱۸۰۶–۱۸۷۳). سودمند.
- پیر جوزف پرودون (۱۸۰۹–۱۸۶۵). آنارشیست
- چارلز داروین (۱۸۰۹–۱۸۸۲). دانشمندی که آثارش بر فلسفه علم تأثیر گذاشت.
- جیمی بالمز (۱۸۱۰–۱۸۴۸)
- مارگارت فولر (۱۸۱۰–۱۸۵۰). برابری طلب.
- سورن کیرکگارد (۱۸۱۳–۱۸۵۵). اگزیستانسیالیست.
- هنری دیوید ثورو (۱۸۱۷–۱۸۶۲). استعلایی گرا، صلح طلب، لغو.

#### ۱۸۵۰–۱۹۰۰ میلادی
- سر ویلیام همیلتون، بارونت نهم (۱۷۸۸–۱۸۵۶).
- Sojourner Truth (حدود ۱۷۹۷–۱۸۸۳). برابری طلب، لغو لغو.
- هریت تیلور میل (۱۸۰۷–۱۸۵۸). برابری طلب، سودمند.
- میخائیل باکونین (۱۸۱۴–۱۸۷۶). آنارشیست انقلابی
- الیزابت کدی استانتون (۱۸۱۵–۱۹۰۲). برابری طلب.
- هرمان لوتزه (۱۸۱۷–۱۸۸۱).
- کارل مارکس (۱۸۱۸–۱۸۸۳). ماتریالیسم تاریخی سوسیالیستی فرموله شده‌است.
- فردریش انگلس (۱۸۲۰–۱۸۹۵). برابری طلب، ماتریالیست دیالکتیکی.
- هربرت اسپنسر (۱۸۲۰–۱۹۰۳). بومی گرایی، آزادی گرایی، داروینیسم اجتماعی.
- سوزان بی آنتونی (۱۸۲۰–۱۹۰۶). فمینیست.
- ویلهلم دیلتای (۱۸۳۳–۱۹۱۱).
- ادوارد کایر (۱۸۳۵–۱۹۰۸). ایده آلیست.
- TH Green (1836-1882). ایده آلیست بریتانیایی
- هنری سیدگویک (۱۸۳۸–۱۹۰۰). عقل‌گرایی، فایده گرایی.
- ارنست ماخ (۱۸۳۸–۱۹۱۶). فیلسوف علم، تأثیر بر پوزیتیویسم منطقی.
- فرانتس برنتانو (۱۸۳۸–۱۹۱۷). پدیدارشناس.
- چارلز سندرز پیرس (۱۸۳۹–۱۹۱۴). پراگماتیست
- فیلیپ مینلندر (۱۸۴۱–۱۸۷۶). بدبین.
- ویلیام جیمز (۱۸۴۲–۱۹۱۰). پراگماتیسم، تجربه گرایی رادیکال.
- هرمان کوهن (۱۸۴۲–۱۹۱۸). نئوکانتیانیسم، فلسفه یهود.
- پیتر کروپوتکین (۱۸۴۲–۱۹۲۱). کمونیسم آنارشیستی.
- فردریش نیچه (۱۸۴۴–۱۹۰۰). فیلسوف طبیعت‌گرا، تأثیر بر اگزیستانسیالیسم.
- WK Clifford (1845-1879). مدرک گرا.
- FH Bradley (1846-1924). ایده آلیست.
- ویلفردو پارتو (۱۸۴۸–۱۹۲۳). فیلسوف اجتماعی.
- برنارد بوسانکه (۱۸۴۸–۱۹۲۳). ایده آلیست.
- گوتلوب فرگه (۱۸۴۸–۱۹۲۵). فیلسوف تحلیلی تأثیرگذار.
- کوک ویلسون (۱۸۴۹–۱۹۱۵).
- هانس وایهینگر (۱۸۵۲–۱۹۳۳). متخصص در موارد خلاف واقع.
- دیوید جورج ریچی (۱۸۵۳–۱۹۰۳). ایده آلیست.
- الکسیوس ماینونگ (۱۸۵۳–۱۹۲۰). رئالیست منطقی
- هانری پوانکاره (۱۸۵۴–۱۹۱۲).
- جوزایا رویس (۱۸۵۵–۱۹۱۶). ایده آلیست.
- زیگموند فروید (۱۸۵۶–۱۹۳۹). متخصص مغز و اعصاب، روانکاوی را پایه‌گذاری کرد، مدل ساختاری ذهن را مطرح کرد.
- اندرو ست پرینگل-پتیسون (۱۸۵۶–۱۹۳۱).
- فردیناند دو سوسور (۱۸۵۷–۱۹۱۳). زبان‌شناس، نشانه‌شناسی، ساختارگرایی.
- امیل دورکیم (۱۸۵۸–۱۹۱۷). فیلسوف اجتماعی.
- جوزپه پیانو (۱۸۵۸–۱۹۳۲).
- ادموند هوسرل (۱۸۵۹–۱۹۳۸). بنیانگذار پدیدارشناسی.
- ساموئل الکساندر (۱۸۵۹–۱۹۳۸). رئالیست ادراکی.
- هانری برگسون (۱۸۵۹–۱۹۴۱). حیات گرایی.
- جان دیویی (۱۸۵۹–۱۹۵۲). پراگماتیسم.
- جین آدامز (۱۸۶۰–۱۹۳۵). پراگماتیست
- پیر دوهم (۱۸۶۱–۱۹۱۶).
- رودولف اشتاینر (۱۸۶۱–۱۹۲۵). انسان‌شناسی
- کارل گروس (۱۸۶۱–۱۹۴۶). نظریه نواختن ساز تکاملی بازی.
- آلفرد نورث وایتهد (۱۸۶۱–۱۹۴۷). فلسفه فرایند، ریاضی‌دان، منطق دان، فلسفه فیزیک، پان روان‌شناسی.
- جورج هربرت مید (۱۸۶۳–۱۹۳۱). پراگماتیسم، کنش متقابل نمادین.
- ماکس وبر (۱۸۶۴–۱۹۲۰). فیلسوف اجتماعی.
- میگل دی اونامونو (۱۸۶۴–۱۹۳۶).
- جی ام ای مک تاگارت (۱۸۶۶–۱۹۲۵). ایده آلیست.
- بندیتو کروچه (۱۸۶۶–۱۹۵۲).
- اما گلدمن (۱۸۶۹–۱۹۴۰). آنارشیست
- رزا لوکزامبورگ (۱۸۷۰–۱۹۱۹). فیلسوف سیاسی مارکسیست.
- جی مور (۱۸۷۳–۱۹۵۸). نظریه‌پرداز عقل سلیم، غیرطبیعی‌گرای اخلاقی.
- کارل یونگ (۱۸۷۵–۱۹۶۱). روانکاوی، متافیزیک

#### ۱۹۰۰–۲۰۰۰ میلادی
- ژان-باپتیس لامارک
- اگوست کنت
- جیمز میل
- لودویگ فورباخ
- سورن کی‌یرکگور
- کارل مارکس
- فریدریش انگلس
- هربرت اسپنسر
- میخائیل باختین
- ارنست مارخ
- فریدریش نیچه
- امیل دورکیم
- زیگموند فروید
- ماکس وبر
- پیر دوهم
- ادموند هوسرل
- فردینان دو سوسور
- برتراند راسل
- گئورگ لوکاچ
- مارتین هایدگر
- ارنست کاسیرر
- رودلف کارناپ
- ژان پل سارتر
- آلبر کامو
- لودویگ ویتگنشتاین
- تئودور آدورنو
- هربرت مارکوزه
- سیمون دو بووار
- گوتلوب فرگه
- لوئیس کارول
- امیل دورکیم
- ویلیام جیمز
- کارل پوپر
- فریدریش آوگوست فون هایک
- نوآم چامسکی
- پل ریکور
- هانس-گئورگ گادامر
- میشل فوکو
- ژیل دلوز
- زیگموند فروید
- ژاک لاکان
- ژاک دریدا
- فردریک کاپلستون
- ادموند هوسرل
- هانا آرنت
- پیر بوردیو
- فلیکس گاتاری
- یورگن هابرماس
- آلن بدیو
- چارلز تیلور
- ساموئل کلارک
- لرد سوم شافتسبری
- گوتفرید لایبنیتس
- جیامباتیستا ویکو
- فرانسیس هاچسون
- دیوید هیوم
- ولتر
- دنی دیدرو
- ژان ژاک روسو
- بارون هولباخ
- آدام اسمیت
- توماس راید
- لسینگ
- ادموند برک
- ایمانوئل کانت
- فریدریش شیلر
- یوهان گوتلیب فیخته
- جرمی بنتام